# Gilles Roulin
Gilles Roulin, född 14 maj 1994, är en schweizisk utförsåkare som representerar SC Lenzerheide-Valbella.
Han tävlar i storslalom, super-G, störtlopp och alpin kombination och tillhör det schweiziska C-landslaget.
Hans främsta internationella merit är en 4:e plats i störtlopp i Val Gardena i december 2017 samt vinst i europacupen 2017.
Han debuterade i världscupen i norska Kvitfjell februari 2017.